# II (album)
II to drugi album studyjny kanadyjskiego zespołu noise rockowego METZ, wydany 4 maja 2015 roku przez Sub Pop. W Ameryce Północnej ukazał się dzień później. II został wyprodukowany przez zespół oraz zarejestrowany przez Alexa Bonenfanta i Grahama Walsha.

## Lista utworów
| Nr  | Tytuł utworu             | Długość |
| --- | ------------------------ | ------- |
| 1.  | „Acetate”                | 3:55    |
| 2.  | „The Swimmer”            | 2:41    |
| 3.  | „Spit You Out”           | 4:49    |
| 4.  | „Zzyzx”                  | 0:34    |
| 5.  | „I.O.U”                  | 2:52    |
| 6.  | „Landfill”               | 2:42    |
| 7.  | „Nervous System”         | 2:09    |
| 8.  | „Wait in Line”           | 3:16    |
| 9.  | „Eyes Peeled”            | 2:33    |
| 10. | „Kicking a Can of Worms” | 4:19    |
|     |                          | 29:50   |